# 云南驿镇
云南驿镇，是中华人民共和国云南省大理白族自治州祥云县下辖的一个乡镇级行政单位，位于祥云县南部。因历史上长期为云南县治驻地，元明清三朝又设驿站故名。云南驿镇居住有汉、彝、白、哈尼、壮、傣、苗等22个民族，2020年末常住人口为68,858人，占全县的16.93%。2003年，云南驿镇被评为云南省历史文化名镇。

## 历史
西汉元封二年（前109年）开益州郡，设云南县，县治今云南驿。蜀汉建兴三年（225年）置云南郡，今云南驿同为郡治与县治，隋开皇三年（583年）废云南郡。唐武德四年（621年）置西宗州，今云南驿镇境内设宗居县，为州治。天宝年间南诏于云南驿筑云南城，贞元年间云南城为南诏云南节度驻地。元和元年（806年）在今云南驿设云南赕。至元十三年（1276年）设云南州，州治今云南驿。明洪武十五年（1382年）降云南州为云南县。洪武十七年（1384年）云南县治由云南驿迁往洱海卫城南（今祥城镇）。明以后，随着设治历史的结束，云南驿的政治、经济、文化地位逐渐衰落。弘治二年（1489年）作为博南道上的交通驿站设过土驿丞。清朝云南驿为站村里下辖的一个甲。中华民国时期设有前所、云南驿两镇，属祥云县第三区。1933年，云南驿成为滇缅公路的交通站口。民国18年（1929年）修建云南驿机场，1942年初至1945年，为美国援华飞行大队——飞虎队的一处重要基地，为滇西抗日战场最重要的机场之一。
1950年，云南驿为祥云县南区政府驻地，1953年属第二区，1958年成立前所人民公社，1962年改为前所区，1970年再改为人民公社，1984年恢复前所区，1988年区改为前所乡，2000年12月15日撤乡设镇，改名云南驿镇。2005年12月马街乡并入云南驿镇。

## 地理
云南驿镇位于祥云县西南部，东接下庄镇、刘厂镇，南邻鹿鸣乡，西连弥渡县，北靠沙龙镇、禾甸镇，距县城20千米，距州府大理市67千米。总面积218.76平方公里。地势西南高，东北低，南北环山，中间是下川坝（盆地），最高点为桂花亭村，海拔2,658米，最低点为大坡村，海拔1,580米。气候属温带，局部地区属亚热带。

## 行政区划
云南驿镇下辖5个农村社区、22个村民委员会：
前所村、左所村、小桥村、旧站村、果城村、龙洞村、北棚村、云南驿村、高官村、水口村、康仓村、妙村、徐情村、许家村、汪情村、棕棚村、天马村、九约村、蛟起村、百长村、干海村、石婆村、大海村、桂花村、芦子村、大坡村和芹菜村。
截止2021年全镇共有97个自然村、204个村民小组。

## 旅游
云南驿镇境内的旅游景点主要有云南驿景区、水目山文化旅游区。
云南驿景区位于云南驿镇云南驿行政村，2009年被评为国家AA级景区，云南驿村则于2010年7月被评为中国历史文化名村，于2012年被评为首批中国传统村落。位于云南驿景区内的云南驿古建筑群、云南驿茶马古道是全国重点文物保护单位。
水目山文化旅游区为国家4A级旅游景区，是清华洞国家森林公园的一部分，山上的水目寺建筑群是云南省开创较早的佛教圣地之一，水目寺塔为全国重点文物保护单位，北岗塔林有肉身舍利出土。
云南驿镇境内共有各级文物保护单位12项，其中国家级4项，分别是水目寺塔、茶马古道、云南驿古建筑群、云南驿茶马古道；省级2项，分别是董友弟墓石雕造像、云南驿机场旧址；州级4项，分别是妙村大庙、虞情魁星阁、芹菜沟慈云寺、里头村魁星阁；县级3项，分别是水目山水目寺、天华山摩崖石刻及建筑、天马玉皇阁。

## 交通
320国道、楚大高速公路、昆楚大铁路、广大铁路东西向贯穿全镇，黄里线和马桑线南北贯穿全镇。有楚大高速公路云南驿收费站、昆楚大铁路云南驿站。